# AL-Bank Cup 2012-13
AL-Bank Cup 2012-13 var den 21. udgave af den danske pokalturnering i ishockey for mandlige klubhold og blev arrangeret af Danmarks Ishockey Union. Turneringens navn refererede til dens sponsor, Arbejdernes Landsbank.
Turneringen blev vundet af SønderjyskE Ishockey, som finalen vandt 2-0 over Frederikshavn White Hawks. 

## Holde
Turneringen havde deltagelse af 12 hold:
- Alle ni hold fra AL-Bank Ligaen 2011-12.
- Tre hold fra 1. division i ishockey 2011-12.

De fire semifinalister fra AL-Bank Ligaen 2011-12, SønderjyskE Ishockey, Herning Blue Fox, AaB Ishockey og Odense Bulldogs, var direkte kvalificeret til kvartfinalerne, mens de otte øvrige hold i første runde spillede om de sidste fire kvartfinalepladser.

## Resultater

### Første runde
I første runde spillede de otte lavest rangerende hold om fire pladser i kvartfinalerne. De fire hold blev parret i fire opgør, der blev afgjort i én kamp.
| Dato | Kamp                                     | Res. |
| ---- | ---------------------------------------- | ---- |
| 6.9. | EfB Ishockey – Frederikshavn White Hawks | 1–4  |
| 7.9. | Rungsted IK – Copenhagen Hockey          | 0–10 |
| 8.9. | IC Gentofte Stars – Rødovre Mighty Bulls | 0–3  |
| 9.9. | Amager IC – Herlev Eagles                | 0–5  |

### Kvartfinaler
I kvartfinalerne spillede de fire vindere fra 1. runde sammen med de fire hold, der sad over i 1. runde, om fire pladser i semifinalerne. De otte hold blev parret i fire opgør, der blev afgjort over to kampe (ude og hjemme).
| Dato                                       | Kamp                                   | Res. |
| ------------------------------------------ | -------------------------------------- | ---- |
| 13.9.                                      | SønderjyskE Ishockey – Odense Bulldogs | 5–2  |
| 18.9.                                      | Odense Bulldogs – SønderjyskE Ishockey | 2–2  |
| SønderjyskE Ishockey vinder samlet med 7–4 |                                        |      |

| Dato                                       | Kamp                                     | Res. |
| ------------------------------------------ | ---------------------------------------- | ---- |
| 14.9.                                      | Rødovre Mighty Bulls – Copenhagen Hockey | 3–2  |
| 18.9.                                      | Copenhagen Hockey – Rødovre Mighty Bulls | 1–3  |
| Rødovre Mighty Bulls vinder samlet med 6–3 |                                          |      |

| Dato                                            | Kamp                                        | Res. |
| ----------------------------------------------- | ------------------------------------------- | ---- |
| 14.9.                                           | Frederikshavn White Hawks – Aalborg Pirates | 1–1  |
| 18.9.                                           | Aalborg Pirates – Frederikshavn White Hawks | 2–5  |
| Frederikshavn White Hawks vinder samlet med 6–3 |                                             |      |

| Dato                                    | Kamp                             | Res. |
| --------------------------------------- | -------------------------------- | ---- |
| 14.9.                                   | Herlev Eagles – Herning Blue Fox | 2–5  |
| 18.9.                                   | Herning Blue Fox – Herlev Eagles | 7–1  |
| Herning Blue Fox vinder samlet med 12–3 |                                  |      |

### Semifinaler
De fire kvartfinalevindere bliver parret i to semifinaleopgør, som også blev afgjort over to kampe
| Dato                                            | Kamp                                             | Res. | Perioder      |
| ----------------------------------------------- | ------------------------------------------------ | ---- | ------------- |
| 4.1.                                            | Frederikshavn White Hawks – Rødovre Mighty Bulls | 2–2  | 0-0, 2-2, 0-0 |
| 5.1.                                            | Rødovre Mighty Bulls – Frederikshavn White Hawks | 0–1  | 0-0, 0-0, 0-1 |
| Frederikshavn White Hawks vinder samlet med 3–2 |                                                  |      |               |

| Dato                                       | Kamp                                    | Res. | Perioder      |
| ------------------------------------------ | --------------------------------------- | ---- | ------------- |
| 4.1.                                       | Herning Blue Fox – SønderjyskE Ishockey | 1–4  | 0-1, 1-3, 0-0 |
| 5.1.                                       | SønderjyskE Ishockey – Herning Blue Fox | 2–3  | 0-1, 2-0, 0-2 |
| SønderjyskE Ishockey vinder samlet med 6–4 |                                         |      |               |

### Finale
Finalen blev spillet i SE Arena i Vojens den 3. februar 2013.
| Dato | Kamp                                             | Res. | Perioder      |
| ---- | ------------------------------------------------ | ---- | ------------- |
| 3.2. | SønderjyskE Ishockey – Frederikshavn White Hawks | 2–0  | 1-0, 0-0, 1-0 |